# Маммиллярия Шварца
Маммилля́рия Шва́рца (лат. Mammillaria schwarzii) — редкий вид кактусов рода Маммиллярия. Вид назван в честь коллекционера кактусов Фрица Шварца (1898—1971).
Эндемик мексиканского штата Гуанахуато.

## Описание
Стебель от серо-зелёного до пурпурного, шаровидный, 3—4 см в диаметре, сильно кустящийся. Сосочки мягкие, цилиндрические, около 0,5 см длиной. Ареолы с белой «шерстью». Аксиллы с несколькими короткими белыми щетинками. Радиальные колючки (30—40) серебристо-белые, блестящие, густорасположенные, прямые, до 1 см длиной. Центральные колючки (8—9) от белых до розовато-коричневых, до 0,6 см длиной. Цветки белые, 1—1,5 см длиной и в диаметре, появляются в большом количестве весной. Плоды розоватые, мелкие, около 0,7 см длиной.